# 趙懷鍔
趙懷鍔，浙江山陰人，清朝政治人物。
道光六年，接替傅璋。署任江蘇荆溪縣知縣。后由鍾庚接任。